# 馬爌
马爌（?—?），蔚州（今张家口蔚县）人。明朝總兵官，馬芳的孙子。
崇禎十五年，西寧番族作乱，马爌督诸将五道进剿，斩首七百餘人。崇祯十六年（1643）十二月，李自成部将左金王贺锦攻打甘州(今张掖)，马爌與甘肃巡抚林日瑞拼死抵抗。十二月二十七日，贺锦部夺取甘州（今甘肃武威）。後事不詳，一說與孙传庭战死潼关。一说和林日瑞在甘州陷後被李自成處死。又一说投降李自成。有子馬羲瑞。